# Bundesautobahn 560
De Bundesautobahn 560 (A560) loopt vanaf Dreieck Sankt Augustin-West, via Siegburg tot voorbij Hennef bij een aansluiting aan op de B8.
De A560 in Hennef was oorspronkelijk gepland als A31 die in de planning van Emden naar Bad Neuenahr liep. Daarvan is uiteindelijk het bovengenoemde stukje van 13 km gebouwd. De huidige A31 verbindt Emden met Oberhausen.